# Giovanni Paolo Alciati della Motta
Giovanni Paolo Alciati della Motta (Savigliano, 1515 circa – Danzica, 1573) è stato un umanista, medico, teologo antitrinitario italiano.

## Biografia
Appartenente a una famiglia nobile, dopo aver abbracciato in giovane età la carriera delle armi e aver esercitato la medicina, si trasferì nel Veneto e partecipò alle riunioni degli antitrinitari che si tennero a Vicenza verso il 1546 e abbracciò le nuove dottrine. Nel 1546 Alciati si recò a Ginevra, assieme con altri riformati italiani, e qui si legò in amicizia con Matteo Gribaldi, già professore di diritto nello Studio padovano, Giorgio Biandrata, col calabrese Giovanni Valentino Gentile e altri riformatori fuorusciti dall'Italia. Nel 1555 ebbe la cittadinanza di Ginevra e fu eletto diacono della Chiesa italiana, di cui nel 1556 divenne "anziano".
Nella Ginevra di Calvino molti esuli italiani sostenevano tesi teologiche estreme, in particolare professavano opinioni antitrinitarie, il che era motivo di preoccupazione per le autorità di Ginevra. Pertanto nel 1558 le autorità ginevrine, per le quali una professione di fede secondo l'ortodossia calvinista aveva forza di legge civile, incaricarono lo stesso Calvino di formulare una Confessio fidei da sottoporre al gruppo italiano perché la sottoscrivessero, pena l'espulsione. Paolo Alciati, che si era già scontrato con Calvino per la condanna al rogo di Michele Serveto, preferì lasciare Ginevra e si rifugiò dapprima a Basilea (1558) e successivamente (1562) a Pińczów, in Polonia, dove raggiunse numerosi altri evangelici italiani, come Giorgio Biandrata, il piemontese Prospero Provana, che vi aveva ottenuto l'incarico di appaltatore delle imposte sul sale, Lelio Sozzini, Francesco Stancaro, e altri. Nella Polonia di re Sigismondo II, infatti, era allora concessa libertà religiosa a tutte le confessioni cristiane, per cui anche le dottrine antitrinitarie erano piuttosto diffuse. Nel 1563 fu raggiunto anche da Gentile e insieme ebbero una controversia con lo Stancaro. Nel frattempo le proteste congiunte dei calvinisti e della Chiesa cattolica, attraverso il nunzio Commendone e il cardinale Hosius, costrinsero Sigismondo II a espellere i riformati stranieri (editto di Parczew del 7 agosto 1564). L'Alciati, con altri eretici italiani, si rifugiò allora in Moravia; si recò poi a Danzica, dove rimase per il resto della sua vita esercitando la professione di medico.